# Malaria Research and Training Centre
The Malaria Research and Training Center (MRTC) (en català: Centre d'Investigació i Formació de la Malària) és una organització mèdica amb seu a Mali.

## Història
Va ser creat l'any 1989 a Mali com a resultat de la col·laboració entre el personal de la Facultat de Medicina, Farmàcia i Odontoestomatologia dels Instituts Nacionals de Salut dels Estats Units (NIH), la Fundació Rockefeller i l'Organització Mundial de la Salut (OMS). Posteriorment, es van anar sumant al projecte altres programes de l'Agència Nord-americana per al Desenvolupament Internacional (USAID), així com altres institucions benèfiques.

## Activitat mèdica
Actualment el MRTC està constituït com una organització unitària, on el treball és planificat, dirigit i executat per personal malià. El centre abasta tots els camps de recerca de la malària i tots els esforços es dirigeixen al desenvolupament i prova d'estratègies apropiades per al control de la malària i la reducció de la càrrega de malaltia en la població de Mali, la seva regió i la resta d'Àfrica. El MRTC és pioner en el desenvolupament de tecnologies per detectar la presència de paràsits resistents a partir d'una simple gota de sang en paper de filtre, el que permet lluitar contra la resistència de la malària a determinades drogues.
El 2008 fou guardonat amb el Premi Príncep d'Astúries de Cooperació Internacional, juntament amb els centres Ifakara Health Institute, Centre d'Investigació en Salut de Manhiça i el Kintampo Health Research Centre, per la seva tasca de lluita per trencar la relació entre la pobresa i les malalties.